# Luis Prais
Luis Prais, né le 24 février 1925 à Montevideo (Uruguay), est un footballeur uruguayen qui jouait au poste de défenseur.

## Biographie
Luis Prais commence sa carrière en 1944 avec le club de Peñarol qu'il quitte en 1949 pour rejoindre le FC Barcelone. En 1950, il met un terme à sa carrière de footballeur à l'âge de 25 ans.
Il a été international avec l'équipe d'Uruguay à quatre reprises en 1946, deux matchs de la Copa Rio Branco et deux du Championnat sud-américain.